# Queen Charlotte Bay
Queen Charlotte Bay är en vik i territoriet Falklandsöarna (Storbritannien). Den ligger i den västra delen av landet. Viken bildas av Västra Falkland på östra sidan och Weddell Island på västra sidan.